# Larix laricina
Larix laricina е вид растение от семейство Борови (Pinaceae).

## Разпространение
Видът е разпространен в Канада (Албърта, Британска Колумбия, Квебек, Лабрадор, Манитоба, Нова Скотия, Ню Брънзуик, Нюфаундленд, Онтарио, Остров Принц Едуард, Саскачеван и Северозападни територии) и САЩ (Аляска, Върмонт, Западна Вирджиния, Илинойс, Индиана, Кънектикът, Масачузетс, Мейн, Минесота, Мичиган, Ню Джърси, Ню Йорк, Ню Хампшър, Охайо, Пенсилвания, Род Айлънд и Уисконсин).